# Born to Run
Born to Run és el tercer àlbum del cantautor nord-americà Bruce Springsteen. Es va publicar el 25 d'agost de 1975 per part de Columbia Records. Va capturar la densitat dels primers treballs de Springsteen a la vegada que desplegava un espectre més divers d'influències.
Born to Run va ser un èxit comercial i de crítica i va esdevenir l'àlbum trencador de Springsteen. Va arribar al número tres del Billboard 200, i va arribar a vendre sis milions de còpies als Estats Units ja l'any 2000. Es varen llançar dos singles de l'àlbum: "Born to Run" i "Tenth Avenue Freeze-Out"; la primera va ajudar a Springsteen a arribar a la popularitat per al gran públic. Les cançons "Thunder Road" i "Jungleland" han esdevingut clàssics de la música rock i són part del punt culminant dels concerts de Springsteen.
El 14 de novembre de 2005, es va publicar una remasterització de 30 aniversari en una capsa que contenia dos DVDs: una pel·lícula sobre la producció diària de l'àlbum i la gravació d'un concert.

## Història
Springsteen va començar a treballar en l'àlbum durant la gira de suport del seu disc anterior, The Wild, the Innocent and the E Street Shuffle, editat l'any 1973. Li va ser atorgat un gran pressupost en un darrer esforç per fer un disc comercialment viable, per això Springsteen es va sentir pressionat en el procés de gravació mentre buscava una producció sonora de "mur de so" (wall of sound). Però, empès pel llançament d'una mescla primerenca de "Born to Run", va arribar a completar el disc.
Springsteen ha descrit una progressió en la seva manera d'escriure cançons en comparació amb els seus treballs anteriors. A diferència de Greetings from Asbury Park, N.J. i The Wild, the Innocent and the E Street Shuffle, Born to Run inclou poques referències específiques a llocs de New Jersey, en un intent de fer les cançons més identificables per a un públic més ampli. Springsteen també s'ha referit a la maduració de les seves lletres, i ha anomenat Born to Run "l'àlbum on vaig deixar enrere les meves definicions adolescents d'amor i llibertat- va ser la línia divisòria" A més, Springsteen va passar més temps en l'estudi refinant les cançons que el que havia passat en els dos discs anteriors. En total, l'àlbum va necessitar més de 14 mesos per ser gravat, dels quals sis es varen dedicar només a la cançó "Born to Run". Durant aquest temps Springsteen va lluitar amb ràbia i frustració sobre l'àlbum, i va dir que sentia "sons en el seu cap" que no podia explicar als altres de l'estudi. Durant el procés, Springsteen va introduir a Jon Landau per ajudar en la producció. Aquest va ser el començament de la ruptura de la relació de Springsteen amb el seu productor i manager Mike Appel, que va ser succeït per Landau en ambdós papers. L'àlbum va ser el primer de Springsteen amb el pianista Roy Bittan i el bateria Max Weinberg (encara que David Sancious i Ernest "Boom" Carter varen tocar el piano i la bateria, respectivament, en la cançó que dona nom al disc). Bittan també va tocar l'orgue en comptes de Danny Federici a totes les cançons excepte la que dona nom al disc, en què hi va aparèixer Federici.
L'àlbum es caracteritza per la seva utilització d'introduccions per establir el to de cada cançó (tot el disc va ser compost al piano, no a la guitarra, i per tractar d'aconseguir el "wall of sound" de Phil Spector. De fet, Springsteen va dir que volia que la cançó "Born to Run" sonés com "Roy Orbison cantant Bob Dylan, produït per Spector." La majoria de les cançons varen ser gravades amb un nucli de banda que comprenia Springsteen, Weinberg, Bittan, i el baix Garry Tallent, amb les contribucions d'altres membres afegides després.
En termes de seqüenciació del vinil original, Springsteen va adoptar una perspectiva de "quatre angles", on les cançons que començaven cada cara ("Thunder Road", "Born to Run") eren animades odes a l'escapada, mentre que les cançons que acabaven cada cara ("Backstreets", "Jungleland") eren tristes epopeies de derrota, traïció i pèrdua. (Originalment, havia planejat començar i acabar l'àlbum amb versions alternatives de "Thunder Road".)
Així mateix, les impressions originals contenen "Meeting Across the River" etiquetada com "The Heist". La portada original de l'àlbum té el títol imprès en un tipus de font estil graffiti. Aquestes còpies són molt rares i són molt valorades pels col·leccionistes de Springsteen.

## Publicació i recepció
La publicació de l'àlbum va ser acompanyada per una campanya promocional de 250,000 dòlars de Columbia dirigida tant als consumidors com a la indústria musical, fent un bon ús de la frase de Landau "he vist el futur del rock'n'roll i el seu nom és Bruce Springsteen". Amb molta publicitat Born to Run va arribar al top 10 en la seva segona setmana a les llistes i prest va ser disc d'or. Les revistes Time i Newsweek varen posar Springsteen en portada en la mateixa setmana (27 d'octubre de 1975) – a Time, Jay Cocks lloava Springsteen, mentre l'article de Newsweek va fer una aproximació cínica sobre l'exageració sobre el "proper Dylan" que havia perseguit Springsteen fins al seu èxit. La qüestió de l'exageració va esdevenir una història en si mateixa mentre els crítics varen començar a demanar si Springsteen era autèntic o un producte promocional de la indústria discogràfica.
Decebut amb el departament de promoció de Columbia, Springsteen va dir que la decisió d'etiquetar-lo com "el futur del rock va ser una errada molt gran i que volia escanyar el tipus que havia tramat això". Quan Springsteen va arribar al Hammersmith Odeon per al seu primer concert al Regne Unit, ell personalment va trencar els pòsters que hi havia al lobby i que deien "Finalment el món està preparat per a Bruce Springsteen" i va ordenar que no es repartissin les xapes amb la frase "he vist el futur del rock'n'roll al Hammersmith Odeon".
En aquell moment, tot tement una reacció adversa per mor de l'exageració creada, Columbia va suspendre totes les entrevistes de premsa amb Springsteen. Quan l'expectació va baixar, les vendes s'havien mitigat; l'àlbum va romandre 29 setmanes a les llistes de vendes. Però el disc havia establert una sòlida base de fans de Springsteen als Estats Units que seguiria enfortint-se amb cada llançament subsegüent.
L'àlbum va debutar en la llista de discs de Billboard el 13 de setembre de 1975 al número 84. La setmana següent va fer una impressionant pujada al top 10 fins al número 8, després va estar dues setmanes al número 4, i finalment, durant les setmanes de l'11 d'octubre i 18 d'octubre Born to Run va assolir el seu pic més alt al número 3.
Born to Run ha continuat essent un fort producte de catàleg al llarg dels anys, reentrant a la llista del Billboard a finals de 1980 després del llançament de The River i una altra vegada després de l'èxit aclaparador de Born in the U.S.A., restant la major part de 1985 a les llistes. Va obtenir el disc de triple-platí de la Recording Industry Association of America el 1986, el primer any en què discs anteriors a 1976 eren elegibles per premis platí i multi-platí.
El 1987, Born to Run va ser triat el número #8 per Rolling Stone en el seu "100 Millors Àlbums dels darrers vint anys" i el 2003, en el seu "Els 500 millors àlbums de tots el temps" va posicionar Born to Run al número 18. El 2001, la cadena de televisió VH1 el va nomenar el 27è àlbum més gran de tots el temps, i el 2003, va ser nomenat l'àlbum més popular.
Born to Run es troba catalogada a la Biblioteca del Congrés dels Estats Units de gravacions històriques.
El desembre de 2005, el diputat americà Frank Pallone (que representa Asbury Park) i 21 persones més varen donar suport a la resolució 628, "felicitant Bruce Springsteen de New Jersey en el trentè aniversari de la seva obra mestra, el disc 'Born to Run', i encomiant-lo per una carrera que ha tocat les vides de milions d'americans". En general, les resolucions honorant els fills natals s'aproven en una simple votació a veu alta. Aquesta proposta, de totes maneres, va ser enviada al comitè d'educació i treball i va morir allà.

## Actuacions en directe
Cançons de Born to Run havien estat interpretades en directe ja des de mitjans de 1974 i fins al 1975, totes havien tengut el seu paper a les actuacions de Springsteen i (amb la rara excepció de "Meeting Across the River") han continuat essent un punt regular dels seus concerts. Springsteen i la E Street Band varen tocar Born to Run per complet i per ordre per primera vegada a una actuació benèfica al Count Basie Theatre de Red Bank, New Jersey, el 7 de maig de 2008. Va ser tocat de nou durant l'actuació de 20 de setembre de 2009 al United Center de Chicago, Illinois, així com a diverses altres actuacions de la ronda de la tardor de 2009 en la gira Working on a Dream Tour.

## Portada de l'àlbum
El disseny de portada de Born to Run és una de les imatges més populars i icòniques de la música rock. La foto va ser presa per Eric Meola, qui va disparar 900 negatius en una sessió de tres hores. Aquestes fotos han estat recopilades a Born to Run: The Unseen Photos.
La foto mostra Springsteen amb una Fender Telecaster mentre es recolza en el saxofonista Clarence Clemons. La imatge va esdevenir famosa com a dissenys de portada. "Varen passar altres coses," diu Meola, "però quan vàrem veure la fulla de contacte, aquesta simplement destacava. Instantàniament, sabíem que aquesta era la foto." Lletres molt primes varen adornar la versió produïda en massa: un toc inusual a l'època; un clàssic del disseny des d'aleshores.
La pose de portada de Springsteen i Clemons ha estat sovint imitada, des de Cheap Trick a l'àlbum Next Position Please, a Tom i Ray Magliozzi a la portada de la recopilació Born Not to Run: More Disrespectful Car Songs. També és famosa la versió de Blai i el monstre de les galetes Cookie Monster a la portada de l'àlbum de Sesame Street Born to Add.

## Llista de cançons
Primera cara
1. Thunder Road 4:49
2. Tenth Avenue Freeze-Out 3:11
3. Night 3:00
4. Backstreets 6:30

Segona cara
1. Born to Run 4:31
2. She's the One 4:30
3. Meeting Across the River 3:18
4. Jungleland 9:34

## Personal

### The E Street Band
- Bruce Springsteen – veu, guitarra rítmica i líder, harmònica, percussió
- Roy Bittan – piano, Fender Rhodes, orgue, harpsichord, veu d'acompanyament a totes les cançons excepte "Born to Run"
- Clarence Clemons – saxo, pandereta, veu d'acompanyament
- Danny Federici – orgue i glockenspiel a "Born to Run"
- Garry W. Tallent – baix
- Max Weinberg – bateria a totes les cançons excepte "Born to Run"

### Musics addicionals
- Wayne Andre – trombó
- Mike Appel – veu d'acompanyament
- Michael Brecker – saxo tenor
- Randy Brecker – trompeta, flugelhorn
- Ernest "Boom" Carter – bateria a "Born to Run"
- Richard Davis – contrabaix
- Suki Lahav - violí a "Jungleland"
- David Sanborn – saxo baríton
- David Sancious – piano, orgue a "Born to Run"
- Steven Van Zandt – veu d'acompanyament a "Thunder Road", arranjaments de metalls

### Producció
- John Berg – disseny de l'àlbum
- Greg Calbi – masterització
- Charles Calello – director, arranjaments de cordes
- Andy Engel – disseny de l'àlbum
- Bob Ludwig – remasterització
- Eric Meola – fotografia
- Steven Van Zandt – arranjaments de metalls a "Tenth Avenue Freeze-Out"

### Enginyers
- Andy Abrams
- Angie Arcuri
- Ricky Delena
- Jimmy Iovine
- Louis Lahav
- Thom Panunzio
- Corky Stasiak
- David Thoener

## Posicions a les llistes

### Àlbum
| Any  | Llista           | Posició | Notes                                |
| ---- | ---------------- | ------- | ------------------------------------ |
| 1975 | US Record World  | 1       |                                      |
| 1975 | US Billboard 200 | 3       |                                      |
| 1975 | UK Album Chart   | 36      |                                      |
| 1980 | US Billboard 200 | 66      | re-entrada                           |
| 1985 | US Billboard 200 | 101     | re-entrada                           |
| 1985 | UK Album Chart   | 17      | re-entrada                           |
| 2005 | US Billboard 200 | 18      | Born to Run 30th Anniversary Edition |

### Senzills
| Any  | Single                    | Llista                      | Posició |
| ---- | ------------------------- | --------------------------- | ------- |
| 1975 | "Born to Run"             | US Billboard Hot 100        | 23      |
| 1975 | "Born to Run"             | US Cash Box Top 100 Singles | 17      |
| 1976 | "Tenth Avenue Freeze-Out" | US Billboard Hot 100        | 83      |
| 1976 | "Tenth Avenue Freeze-Out" | US Cash Box Top 100 Singles | 63      |